# Хавиер Милей
Хавиер Херардо Милей (на испански: Javier Gerardo Milei) е аржентински политик и икономист; президент на Аржентина от декември 2023 г.

## Биография
Хавиер Милей е роден на 22 октомври 1970 г. в град Буенос Айрес, Аржентина. Израства в семейство на майка – домакиня и баща – шофьор на автобус, който по-късно става бизнесмен, ръководейки сектор за шофиране на автобуси. В края на юношеството си и ранна зряла възраст до 1989 г. Хавиер Милей е вратар на футболен клуб „Чакарита Хуниорс“. В младежките си години пее в групата „Еверест“, която свири предимно кавъри на „Ролинг Стоунс“.

## Политическа дейност
През 2023 г. се кандидатира за президент на Аржентина, като на предварителните президентски избори на 13 август се класира първи с над 30% подкрепа.

## Личен живот
Милей не е женен и в предизборната надпревара за президент обявява, че ако бъде избран, ще предложи сестра си да поеме ролята на първа дама на Аржентина. През декември 2023 г., след като печели президентския пост, все пак заявява, че правителството му изобщо няма да има първа дама. Определя тази роля като „анахронична“ и заявява, че това решение е взето след обсъждане както със сестра му, така и с приятелката му, актрисата Фатима Флорес. Милей първоначално обявява, че се среща с Фатима Флорес от август 2023 г. Преди това той излиза с певицата Даниела Мори.

## Награди
Милей получава наградата Genesis за 2025 г. като признание за подкрепата му за Израел.

## Радио
| Година      | Програма                                 | Радио            | Ref.   |
| ----------- | ---------------------------------------- | ---------------- | ------ |
| 2017–досега | Demoliendo mitos (Разрушаване на митове) | Conexión Abierta | [ 13 ] |